# 먼치킨

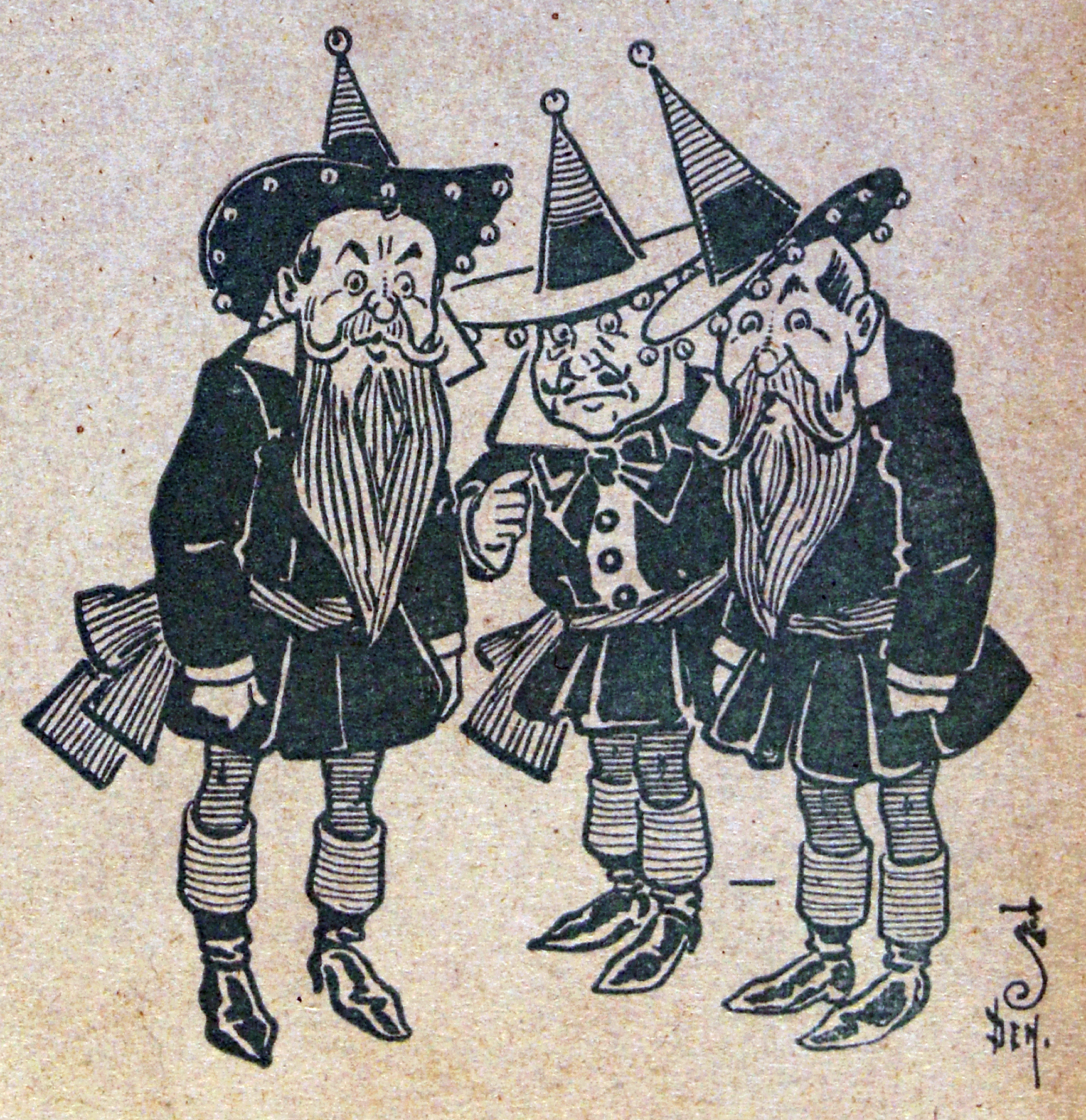

먼치킨(Munchkin)은 L. 프랭크 바움의 오즈 시리즈(Oz books)에 등장하는 가상의 나라, 먼치킨 나라의 주민이다. 1900년의 소설 오즈의 마법사(The Wonderful Wizard of Oz)에서 조금 키가 작고, 파란색으로 된 것들만 착용한 모습으로 묘사되었다. 아마도 1939년의 영화 오즈의 마법사(The Wizard Of Oz)에 나타난, 어른 난쟁이가 연기한 알록달록한 옷을 입은 모습으로 더 잘 알려져 있을 것이다.
다음은 오즈의 마법사의 제2장에서 도로시가 처음으로 세 먼치킨을 만나는 장면을 발췌한 것이다.
"...she noticed coming toward her a group of the queerest people she had ever seen. They were not as big as the grown folk she had always been used to; but neither were they very small. In fact, they seemed about as tall as Dorothy, who was a well-grown child for her age, although they were, so far as looks go, many years older.
Three were men and one a woman, and all were oddly dressed. They wore round hats that rose to a small point a foot above their heads, with little bells around the brims that tinkled sweetly as they moved... The men were dressed in blue, of the same shade as their hats, and wore well polished boots with a deep roll of blue at the tops."
"… 도로시는 한 무리의 괴이하기 짝이 없는 사람들이 다가오는 것을 알았다. 그들은 그녀가 평소에 보던 어른들만큼 크지는 않았다. 하지만 그렇게 작지도 않았다. 사실, 잘 자란 편인 도로시와 비슷한 키 같았다. 그렇지만 겉모습으로 보아 나이는 훨씬 많은 듯했다.
세 명의 남자와 한 명의 여자, 모두들 이상하게 차려입은 모습이였다. 그들은 머리 위로 1피트는 솟은 뾰족한 모자를 쓰고 있었다. 모자에 달린 작은 종들이 움직일 때마다 맑은 소리를 울려 퍼뜨렸다. … 그 사람들은 모자와 같은 빛깔의 푸른 옷을 입고, 두꺼운 푸른 소용돌이 무늬가 위에 난, 윤이 잘 난 부츠를 신고 있었다."
바움은 이 단어의 어원이 무엇인지 설명하지 않았다. 그러나 바움 연구가 브라이언 아트베리는 뮌헨 바이에른의 상징인 뮌헨의 아이들(독일어: Münchner Kindl,Munich Child) 보관됨 2006-07-09 - 웨이백 머신과 관련이 있다는 가설을 세웠다. 본디 이 상징물은 뮌헨 시청을 내려다 보는 13세기 수도승의 입상이다. 하지만 - 예로 비어 슈타인의 그림처럼 - 수년에 걸쳐, 여러 번 이미지가 재생산·변형되었다. 그리고 우연히도 뾰족한 두건을 쓴 어린 아이의 이미지를 갖게 되었다. 바움의 가족은 독일 계통이였으므로 어릴 적에 그 재생산된 이미지에 접했을 수 있다. 그리하여 그는 그의 이야기에도 영향을 주게 되었을 것이다.
1939년의 영화 오즈의 마법사의 흥행으로 "먼치킨"은 어린 아이나 난쟁이들, 작은 조각들로 튀겨진 반죽, 혹은 키가 작은 무언가를 의미하는 정식 영어 어휘가 되었다.
영화가 흥행하고 나서 아일랜드 리머릭의 '성 문킨 산부인과 병원'은 '먼치킨 산부인과 병원'으로 개명했다. 영국의 젊은 미술가이자 실내 장식가인 리엄 셜록이 정문 현관에 걸려 있는 환영 문구를 그렸다고 알려져 있다.